# Lannerfalk
Lannerfalken (Falco biarmicus) er en stor falk, der yngler i ørkner, fortrinsvis i Afrika. Den ses ikke i Danmark. Arten ligner meget slagfalk. Vingefanget er 90 - 115 centimeter.

## Udbredelse
Lannerfalken er udbredt i store dele af Afrika i ørkner, halvørkner og på tørre savanner. I Europa yngler arten fåtalligt i Italien og på Balkan langs kyster og på stejle klippesider.

## Jagtteknik
Den fanger sit bytte ved overraskelsesangreb. I Afrika jager den ofte fugleflokke ved vandhuller. Han og hun jager ofte sammen, hvor hunnen skræmmer byttet op, mens hannen slår det ned. Den siges at ramme sit bytte så hårdt i luften, at det ofte knækker halsen. Efter at have ramt sit bytte gribes det enten i luften eller samles op fra jorden.

## Træk
Lannerfalken er standfugl.